# 革命の丘
『革命の丘』（かくめいのおか）は、SKE48の2作目のアルバム。2017年2月22日にエイベックス・ミュージック・クリエイティヴ（avex trax）から発売された。

## 背景とリリース
前作『この日のチャイムを忘れない』以来4年半ぶり、通算2作目のアルバム。
SKE48の2作目のアルバムに関する告知は2016年8月18日放送のラジオ番組『AKB48のオールナイトニッポン』上において行われ、総合プロデューサー秋元康が松井珠理奈にLINEで送信するという形で発表した。なお、それ以前にもアルバム発売の告知は行われており、2015年10月5日に行われたSKE48劇場公演「劇場デビュー7周年記念公演」において派生ユニットラブ・クレッシェンド結成と同時に発売が発表されている。その後、2016年12月11日に公式サイトを通じてリリース並びに発売日が2017年2月22日に予定されていることが発表され、2017年1月23日にタイトルおよびビジュアル、ジャケット写真、リード曲の選抜メンバーが解禁された。
アルバムはType-Aの初回盤と通常盤、Type-Bの初回盤と通常盤、Type-Cの初回盤と通常盤、劇場盤の7形態で発売され、初回盤および通常盤はCD3枚組とDVD、劇場盤はCD2枚組からなる。DISC2は全タイプ共通であり、「アイシテラブル!」から「金の愛、銀の愛」までのシングル表題曲が収録される。DISC3の収録内容は各タイプによって異なり、Type-Aにはデビューシングル「強き者よ」から「片想いFinally」までのシングル表題曲が、Type-B、Type-Cにはファン投票（後述）によって決定したType-Bは劇場公演ユニット曲、Type-Cはカップリング曲の上位8曲が収録される。本作のために書き下ろされた楽曲は8曲で、リード曲「夏よ、急げ!」に加えてラブ・クレッシェンドによる楽曲「ライフルガール」、NMB48の「てっぺんとったんで!」を名古屋弁でカバーした「てっぺんとったるて!」、松井珠理奈のソロ楽曲であり自身で作詞も手がけた「花占い」などが収録された。

## 投票企画
Type-BとType-CのDISC3の収録楽曲は投票によって選ばれた。投票期間は2017年1月11日から1月14日までの3日間であり、「SKE48 Mobile」会員、「SKE48 Mail」受信者、「SKE48 LIVE!! ON DEMAND」「REVIVAL!! ON DEMAND」月額見放題サービス会員が対象となった。投票に先駆け、1月9日よりSKE48メンバーによる特番「みんなで決めよう!SKE48 2ndアルバム収録ソング〜劇場公演曲ベスト8・シングルカップリング曲ベスト8〜」がSHOWROOM上で配信された。

### 結果
投票結果は2017年2月8日にLINE LIVEで生配信された『SKE48 2ndアルバム「革命の丘」発売記念特番』で発表された。
劇場公演曲ベスト8
| 順位 | 楽曲                           | 劇場公演                              |
| ---- | ------------------------------ | ------------------------------------- |
| 1    | 恋を語る詩人になれなくて…      | チームS 3rd Stage「制服の芽」         |
| 2    | 赤いピンヒールとプロフェッサー | チームS 6th Stage「重ねた足跡」       |
| 3    | マツムラブ!                    | アップカミング公演                    |
| 4    | シアターの女神                 | チームKII 4th Stage「シアターの女神」 |
| 5    | クロス                         | チームKII 3rd Stage「ラムネの飲み方」 |
| 6    | 枯葉のステーション             | チームS 3rd Stage「制服の芽」         |
| 7    | 兆し                           | チームKII 3rd Stage「ラムネの飲み方」 |
| 8    | 手をつなぎながら               | チームS 2nd Stage「手をつなぎながら」 |

シングルカップリング曲ベスト8
| 順位 | 楽曲                   | 収録シングル |
| ---- | ---------------------- | --- |
| 1    | 制服を着た名探偵       | 18thシングル「前のめり」 |
| 2    | Escape                 | AKB48 34thシングル 「鈴懸の木の道で「君の微笑みを夢に見る」 と言ってしまったら僕たちの関係は どう変わってしまうのか、 僕なりに何日か考えた上での やや気恥ずかしい結論のようなもの」 |
| 3    | 目が痛いくらい晴れた空 | 9thシングル「アイシテラブル!」 |
| 4    | ここで一発             | 13thシングル「賛成カワイイ!」 |
| 5    | 夕立の前               | 12thシングル「美しい稲妻」 |
| 6    | 窓際LOVER              | 20thシングル「金の愛、銀の愛」 |
| 7    | 望遠鏡のない天文台     | 19thシングル「チキンLINE」 |
| 8    | 僕は知っている         | 17thシングル「コケティッシュ渋滞中」 |

## プロモーション
発売を記念して、2017年1月28日、1月29日にポートメッセなごやで、2017年2月11日、2月12日に幕張メッセでイベントが開催され、幕張メッセでのイベントではリード曲「夏よ、急げ!」が初披露された。2017年5月には名古屋市総合体育館（日本ガイシホール）でもイベントが行われ、本作に封入されているイベント参加券で参加が可能となっている。2月13日にはメンバーの大場美奈がCDショップ各店舗を回り、本作の宣伝を行っている。

## アートワーク
| TYPE-A | 江籠裕奈・北川綾巴・後藤楽々・古畑奈和・松井珠理奈             |
| TYPE-B | 大場美奈・大矢真那・斉藤真木子・高柳明音・竹内彩姫・谷真理佳   |
| TYPE-C | 木本花音・熊崎晴香・須田亜香里・惣田紗莉渚・日高優月・松村香織 |
| 劇場盤 | 「夏よ、急げ!」歌唱メンバー17名                                |

## 収録トラック

### Type-A
| #         | タイトル                     | 作詞       | 作曲         | 編曲           | 時間  |
| --------- | ---------------------------- | ---------- | ------------ | -------------- | ----- |
| 1.        | 「夏よ、急げ!」              | 秋元康     | 池澤聡       | 池澤聡         | 4:04  |
| 2.        | 「ライフルガール」           | 秋元康     | Ruby         | APAZZI         | 4:34  |
| 3.        | 「ゼロベース」               | 秋元康     | 粟津彰       | 佐々木裕       | 3:49  |
| 4.        | 「ホライズン」               | 秋元康     | 多田慎也     | 野中“まさ”雄一 | 4:09  |
| 5.        | 「コップの中の木漏れ日」     | 秋元康     | 外山大輔     | 野中“まさ”雄一 | 4:25  |
| 6.        | 「あの先の未来まで」         | 秋元康     | つじたかひろ | つじたかひろ   | 4:38  |
| 7.        | 「てっぺんとったるて!」      | 秋元康     | 横健介       | 武藤星児       | 4:06  |
| 8.        | 「制服を脱ぎたくなって来た」 | 秋元康     | 多田慎也     | 野中“まさ”雄一 | 4:04  |
| 9.        | 「花占い」                   | 松井珠理奈 | 井上ヨシマサ | 井上ヨシマサ   | 4:37  |
| 10.       | 「強がり時計」               | 秋元康     | 後藤康二     | 後藤康二       | 4:48  |
| 合計時間: | 合計時間:                    | 合計時間:  | 合計時間:    | 合計時間:      | 43:14 |

| 全作詞: 秋元康。 |                          |           |                |                |      |
| #                | タイトル                 | 作詞      | 作曲           | 編曲           | 時間 |
| 1.               | 「金の愛、銀の愛」       | 秋元康    | 伊藤心太郎     | 伊藤心太郎     | 4:20 |
| 2.               | 「チキンLINE」           | 秋元康    | 高木隆次       | 生田真心       | 4:53 |
| 3.               | 「前のめり」             | 秋元康    | 杉山勝彦       | 若田部誠       | 4:15 |
| 4.               | 「コケティッシュ渋滞中」 | 秋元康    | フジノタカフミ | 佐々木裕       | 4:06 |
| 5.               | 「12月のカンガルー」     | 秋元康    | 外山大輔       | 生田真心       | 4:08 |
| 6.               | 「不器用太陽」           | 秋元康    | 章夫           | 野中“まさ”雄一 | 5:13 |
| 7.               | 「未来とは?」            | 秋元康    | 山田巧         | 板垣祐介       | 5:00 |
| 8.               | 「賛成カワイイ!」        | 秋元康    | Sungho         | 生田真心       | 4:18 |
| 9.               | 「美しい稲妻」           | 秋元康    | 福田貴史       | 佐々木裕       | 4:44 |
| 10.              | 「チョコの奴隷」         | 秋元康    | 重永亮介       | 武藤星児       | 4:03 |
| 11.              | 「キスだって左利き」     | 秋元康    | 川島有真       | 板垣祐介       | 5:02 |
| 12.              | 「アイシテラブル!」      | 秋元康    | 小澤正澄       | 小澤正澄       | 3:35 |
| 合計時間:        | 合計時間:                | 合計時間: | 合計時間:      | 53:37          |      |

| 全作詞: 秋元康。 |                        |           |              |                |      |
| #                | タイトル               | 作詞      | 作曲         | 編曲           | 時間 |
| 1.               | 「片想いFinally」      | 秋元康    | 井上ヨシマサ | 井上ヨシマサ   | 4:33 |
| 2.               | 「オキドキ」           | 秋元康    | YUMA         | 武藤星児       | 4:24 |
| 3.               | 「パレオはエメラルド」 | 秋元康    | 五戸力       | 原田ナオ       | 4:47 |
| 4.               | 「バンザイVenus」      | 秋元康    | 佐々倉有吾   | 野中“まさ”雄一 | 3:38 |
| 5.               | 「1!2!3!4! ヨロシク!」 | 秋元康    | ツキダタダシ | 前口渉         | 5:04 |
| 6.               | 「ごめんね、SUMMER」   | 秋元康    | 俊龍         | 原田ナオ       | 4:04 |
| 7.               | 「青空片想い」         | 秋元康    | 島崎貴光     | 野中“まさ”雄一 | 5:00 |
| 8.               | 「強き者よ」           | 秋元康    | 上田晃司     | 野中“まさ”雄一 | 4:20 |
| 合計時間:        | 合計時間:              | 合計時間: | 合計時間:    | 35:50          |      |

| #  | タイトル                                       | 作詞 | 作曲・編曲 | 監督     |
| -- | ---------------------------------------------- | ---- | ---------- | -------- |
| 1. | 「夏よ、急げ! Music Video」                    |      |            | 中村哲平 |
| 2. | 「パジャマでSKE48 〜76人のおは!おや!〜 Vol.1」 |      |            |          |

### Type-B
| #         | タイトル                  | 作詞       | 作曲         | 編曲           | 時間  |
| --------- | ------------------------- | ---------- | ------------ | -------------- | ----- |
| 1.        | 「夏よ、急げ!」           | 秋元康     | 池澤聡       | 池澤聡         | 4:04  |
| 2.        | 「ライフルガール」        | 秋元康     | Ruby         | APAZZI         | 4:34  |
| 3.        | 「ゼロベース」            | 秋元康     | 粟津彰       | 佐々木裕       | 3:49  |
| 4.        | 「ホライズン」            | 秋元康     | 多田慎也     | 野中“まさ”雄一 | 4:09  |
| 5.        | 「コップの中の木漏れ日」  | 秋元康     | 外山大輔     | 野中“まさ”雄一 | 4:25  |
| 6.        | 「だって 雨じゃない?」    | 秋元康     | you-me       | 野中“まさ”雄一 | 4:04  |
| 7.        | 「てっぺんとったるて!」   | 秋元康     | 横健介       | 武藤星児       | 4:06  |
| 8.        | 「愛のために何を捨てる?」 | 秋元康     | 斉門         | 若田部誠       | 3:50  |
| 9.        | 「花占い」                | 松井珠理奈 | 井上ヨシマサ | 井上ヨシマサ   | 4:37  |
| 10.       | 「世界が泣いてるなら」    | 秋元康     | 川島有真     | 野中“まさ”雄一 | 3:29  |
| 合計時間: | 合計時間:                 | 合計時間:  | 合計時間:    | 合計時間:      | 41:07 |

| #         | タイトル                           | 作詞      | 作曲           | 編曲           | 時間  |
| --------- | ---------------------------------- | --------- | -------------- | -------------- | ----- |
| 1.        | 「手をつなぎながら」               | 秋元康    | 小網準         | 市川裕一       | 4:27  |
| 2.        | 「兆し」                           | 秋元康    | 大内正徳       | 野中“まさ”雄一 | 4:17  |
| 3.        | 「枯葉のステーション」             | 秋元康    | 市川裕一       | 樫原伸彦       | 4:15  |
| 4.        | 「クロス」                         | 秋元康    | division L     | 生田真心       | 3:53  |
| 5.        | 「シアターの女神」                 | 秋元康    | 佐々倉有吾     | 市川裕一       | 4:08  |
| 6.        | 「マツムラブ!」                    | 指原莉乃  | 川浦正大       | 野中“まさ”雄一 | 3:42  |
| 7.        | 「赤いピンヒールとプロフェッサー」 | 秋元康    | フジノタカフミ | 久下真音       | 4:10  |
| 8.        | 「恋を語る詩人になれなくて…」      | 秋元康    | 俊龍           | Sizuk          | 4:15  |
| 合計時間: | 合計時間:                          | 合計時間: | 合計時間:      | 合計時間:      | 33:07 |

| #  | タイトル                                       | 作詞 | 作曲・編曲 | 監督     |
| -- | ---------------------------------------------- | ---- | ---------- | -------- |
| 1. | 「夏よ、急げ! Music Video」                    |      |            | 中村哲平 |
| 2. | 「パジャマでSKE48 〜76人のおは!おや!〜 Vol.2」 |      |            |          |

### Type-C
| #         | タイトル                       | 作詞       | 作曲         | 編曲           | 時間  |
| --------- | ------------------------------ | ---------- | ------------ | -------------- | ----- |
| 1.        | 「夏よ、急げ!」                | 秋元康     | 池澤聡       | 池澤聡         | 4:04  |
| 2.        | 「ライフルガール」             | 秋元康     | Ruby         | APAZZI         | 4:34  |
| 3.        | 「ゼロベース」                 | 秋元康     | 粟津彰       | 佐々木裕       | 3:49  |
| 4.        | 「ホライズン」                 | 秋元康     | 多田慎也     | 野中“まさ”雄一 | 4:09  |
| 5.        | 「コップの中の木漏れ日」       | 秋元康     | 外山大輔     | 野中“まさ”雄一 | 4:25  |
| 6.        | 「愛してるとか、愛してたとか」 | 秋元康     | ジマエモン   | 若田部誠       | 3:49  |
| 7.        | 「てっぺんとったるて!」        | 秋元康     | 横健介       | 武藤星児       | 4:06  |
| 8.        | 「今の私じゃダメなんだ」       | 秋元康     | 板垣祐介     | 板垣祐介       | 4:30  |
| 9.        | 「花占い」                     | 松井珠理奈 | 井上ヨシマサ | 井上ヨシマサ   | 4:37  |
| 10.       | 「Gonna Jump」                 | 秋元康     | シマダユウキ | 野中“まさ”雄一 | 4:56  |
| 合計時間: | 合計時間:                      | 合計時間:  | 合計時間:    | 合計時間:      | 42:59 |

| 全作詞: 秋元康。 |                            |           |              |                |      |
| #                | タイトル                   | 作詞      | 作曲         | 編曲           | 時間 |
| 1.               | 「僕は知っている」         | 秋元康    | 板垣祐介     | 板垣祐介       | 4:00 |
| 2.               | 「望遠鏡のない天文台」     | 秋元康    | 外山大輔     | 若田部誠       | 3:40 |
| 3.               | 「窓際LOVER」              | 秋元康    | 野村美和     | 野中“まさ”雄一 | 3:59 |
| 4.               | 「夕立の前」               | 秋元康    | 小網準       | 野中“まさ”雄一 | 4:00 |
| 5.               | 「ここで一発」             | 秋元康    | 真崎修       | 真崎修         | 4:05 |
| 6.               | 「目が痛いくらい晴れた空」 | 秋元康    | 中谷あつこ   | 野中“まさ”雄一 | 3:54 |
| 7.               | 「Escape」                 | 秋元康    | 井上ヨシマサ | 井上ヨシマサ   | 4:08 |
| 8.               | 「制服を着た名探偵」       | 秋元康    | 飯田清澄     | 飯田清澄       | 4:03 |
| 合計時間:        | 合計時間:                  | 合計時間: | 合計時間:    | 31:49          |      |

| #  | タイトル                                       | 作詞 | 作曲・編曲 | 監督     |
| -- | ---------------------------------------------- | ---- | ---------- | -------- |
| 1. | 「夏よ、急げ! Music Video」                    |      |            | 中村哲平 |
| 2. | 「パジャマでSKE48 〜76人のおは!おや!〜 Vol.3」 |      |            |          |

### 劇場盤
| #         | タイトル                         | 作詞       | 作曲         | 編曲           | 時間  |
| --------- | -------------------------------- | ---------- | ------------ | -------------- | ----- |
| 1.        | 「夏よ、急げ!」                  | 秋元康     | 池澤聡       | 池澤聡         | 4:04  |
| 2.        | 「ライフルガール」               | 秋元康     | Ruby         | APAZZI         | 4:34  |
| 3.        | 「ゼロベース」                   | 秋元康     | 粟津彰       | 佐々木裕       | 3:49  |
| 4.        | 「ホライズン」                   | 秋元康     | 多田慎也     | 野中“まさ”雄一 | 4:09  |
| 5.        | 「コップの中の木漏れ日」         | 秋元康     | 外山大輔     | 野中“まさ”雄一 | 4:25  |
| 6.        | 「平民出馬宣言」                 | 秋元康     | 渡辺未来     | 渡辺未来       |       |
| 7.        | 「てっぺんとったるて!」          | 秋元康     | 横健介       | 武藤星児       | 4:06  |
| 8.        | 「チャイムはLOVE SONG」          | 秋元康     | 白戸佑輔     | 野中“まさ”雄一 |       |
| 9.        | 「花占い」                       | 松井珠理奈 | 井上ヨシマサ | 井上ヨシマサ   | 4:37  |
| 10.       | 「SKE48 2nd Album Songs Medley」 |            |              |                |       |
| 合計時間: | 合計時間:                        | 合計時間:  | 合計時間:    | 合計時間:      | 29:44 |

## 選抜メンバー

### 夏よ、急げ!
（センター：松井珠理奈、フロント：須田亜香里・高柳明音）
- チームS：大矢真那、北川綾巴[注 4]、松井珠理奈
- チームKII：江籠裕奈、大場美奈、惣田紗莉渚、高柳明音、竹内彩姫、日高優月、古畑奈和、松村香織
- チームE：木本花音、熊崎晴香、後藤楽々、斉藤真木子、須田亜香里、谷真理佳

### ゼロベース
- チームS：犬塚あさな、大矢真那、後藤理沙子、竹内舞、都築里佳、松井珠理奈、矢方美紀、山内鈴蘭
- チームKII：石田安奈、内山命、大場美奈、高木由麻奈、高柳明音、松村香織
- チームE：木本花音、斉藤真木子、酒井萌衣、佐藤すみれ、須田亜香里

### ホライズン
「愛知トヨタ選抜」名義
- チームS：東李苑、北川綾巴、松井珠理奈
- チームKII：江籠裕奈、大場美奈、惣田紗莉渚、高柳明音、古畑奈和
- チームE：木本花音、熊崎晴香、後藤楽々、須田亜香里

### てっぺんとったるて!
- チームS：杉山愛佳、野口由芽、町音葉、松本慈子、山田樹奈
- チームKII：青木詩織、太田彩夏、白井琴望、髙塚夏生
- チームE：浅井裕華、井田玲音名、市野成美、髙畑結希、福士奈央

### 制服を脱ぎたくなって来た
- チームS：一色嶺奈、上村亜柚香、野島樺乃
- チームKII：小畑優奈、水野愛理
- チームE：後藤楽々、末永桜花、菅原茉椰

### 愛のために何を捨てる?
- チームS：二村春香
- チームKII：荒井優希、江籠裕奈、北野瑠華、古畑奈和
- チームE：鎌田菜月、髙寺沙菜